# Роза Хутор (станція)
Роза Хутор (колишня Червона Поляна) — станція Північно-Кавказької залізниці РЖД, розташована в Адлерському районі міста Сочі, Краснодарський край, Росія.

## Історія
Спорудження розпочалося навесні 2010 року, введена в експлуатацію у 2013. Під час проведення Зимових Олімпійських ігор 2014 року станція здатна приймати щодня до 8,5 тисяч осіб. Спочатку передбачалося назвати станцію «Альпіка-Сервіс».

## Колії та платформи
Платформа розміром 25 на 300 метрів, з трьома підземними пішохідними переходами.